# Česi u Hrvatskoj
Česi u Hrvatskoj (češki: Češi v Chorvatsku) su jedna od 22 ustavom priznate nacionalne manjine u Republici Hrvatskoj.
Prema posljednjemu popisu stanovništva iz 2011. godine u Hrvatskoj živi 9641 Čeh, od čega najviše u Bjelovarsko-bilogorskoj županiji. Upravno i kulturno središte Čeha Hrvatske je grad Daruvar. Općina Končanica jedina je upravna jedinica u Hrvatskoj u kojoj Česi čine većinsko stanovništvo.

## Legendarne sveze
Sveze Čeha s Hrvatima sežu još u legende koje se pozivaju na davna vremena. Ime Čeha iz legende o Čehu, Lehu i Mehu u svezi s Čehom i njegovih šestoricom braće iz Bijele Hrvatske koje se spominje u Dalimilovoj kronici, u dijelu teksta koji piše o doselidbi Slavena u Panonsku nizinu.

## Doseljavanje
Doseljavanje Čeha u Hrvatsku trajalo je gotovo stoljeće i pol, a selidbe su bile olakšane jer su obje zemlje pripadale Austro-Ugarskoj monarhiji. Od sredine 18. pa do kraja 19. stoljeća u hrvatske su gradove pojedinačno doseljavali službenici, obrtnici, učitelji, vojnici, glazbenici, šumari, vrtlari, a u manufakture u unutrašnjosti čitave radničke kolonije (primjerice staklari). No, pripadnici današnje razgranate češke nacionalne manjine u Hrvatskoj većinom su potomci sitnih poljodjelaca, koji su od propaloga hrvatskoga plemstva u Zapadnoj Slavoniji kupovali zapuštenu zemlju i iznova je kultivirali.
Od sela što su ih osnivali češki kolonisti pod austrijskom vojnom upravom u takozvanoj Vojnoj krajini češko se stanovništvo zadržalo jedino u Ivanovom Selu, koje i danas zovu »Pemijom«. Najstarije je selo s češkim stanovništvom u RH. Utemeljili su ga češki doseljenici iz Moravske 1826. godine. To isto selo je teško stradalo za velikosrpske agresije na Hrvatsku. Nakon što su velikosrbi ušli u selo, na središnjoj cesti u Ivanovom selu poredali su dvadesetak mještana, te potom ispalili topovsku granatu na njih. Poginulo je 14 osoba (stariji izvori navode 7 mrtvih, 12 ranjenih i 1 nestaloga), svi češke narodnosti. Mjesni Česi su još 29. kolovoza 1991. zbog učestalih prijetnja od strane velikosrba pisali češkom predsjedniku Vaclavu Havelu, jer se ta prijetnja već počela ostvarivati (u napadu na selo 20. kolovoza 1991. je poginula jedna mještanka), a 21. rujna 1991. su velikosrbi napravili pokolj.

## Udruge
Češka je manjina u 28 grada i naselja u Hrvatskoj organizirana u udruge Češke besede, koje čine Savez Čeha u Republici Hrvatskoj sa sjedištem u Daruvaru. U besedama djeluju folklorne skupine, puhački orkestri, radioamateri, pjevački zborovi, likovne skupine, kazališne družine.
Češka beseda Zagreb, najstarije je kulturno-prosvjetno društvo Čeha u Hrvatskoj, osnovano 1874. godine i otada neprekidno djeluje do danas.
Češka manjina zajedno sa slovačkom ima zastupnika u Hrvatskom saboru Vladimira Bileka.

## Obrazovanje
Trenutno u Hrvatskoj djeluju dvije češke osnovne škole:

- Češka osnovna škola Jana Amose Komenskog (češ. Česká základní škola J. A. Komenského) u Daruvaru i
- Češka osnovna škola Josipa Ružičke (češ. Česká základní škola Josefa Růžičky) u Končanici s područnim školama.

O Češkoj i češkoj kulturi u školskoj godini 2007./2008. učilo se još i u Grubišnom Polju, Velikim Zdencima, Diošu, Dežanovcu, Trojeglavi, Hercegovcu, Međuriću, Daruvarskom Brestovcu, Siraču, Šibovcu, Lipovljanima, Kaptolu, Bjeliševcu, Lipiku, Pakracu, Virovitici, Zagrebu, Bjelovaru, Rijeci i drugim mjestima (Prekopakra i sl.). 
Također postoje i dva češka dječja vrtića:

- Češki dječji vrtić Ferda Mravenec u Daruvaru (češki: Česká mateřská škola Ferda Mravenec) i
- Češki dječji vrtić u Končanici (češki: Česká mateřská škola Končenice).

U gimnaziji u Daruvaru postoji razred na češkome jeziku.
U Daruvaru pri Pučkoj knjižnici i čitaonici djeluje Središnja knjižnica Čeha u Hrvatskoj.

## Glasila
Mjesni Radio Daruvar emitira svakodnevnu emisiju na češkom jeziku. 
Novinsko-izdavačka kuća „Jednota” izdaje češke tjedne novine Jednota, dječji mjesečnik Dječji kutić, godišnje Češki narodni kalendar i publicistički časopis Pregled. Izdaje literarne i znanstvene radove, a poseban program čini izdavanje originalnih udžbenika češkoga jezika.

## Kretanje broja Čeha
- Napomena: U popisu stanovništva iz 1931. godine pod imenom Česi bilježeni su i podaci za Slovake.

## Poznate osobe
Poznate osobe u Hrvatskoj koje su se izjasnile kao Česi ili su češkoga podrijetla:
- Milan Sachs, operni dirigent i skladatelj
- Hubert i Ignacije Diviš, redovnici i pedagozi
- Fran Lhotka, skladatelj i dirigent i glazbeni pedagog
- Zdenka Čuhnil, političarka
- Antun Jandera, izdavač Ephemerides Zagrebiensis
- Marija Fabković, rođ. Frechova, hrvatska pedagoginja, novinarka, prevoditeljica, borac za prava žena u Hrvatskoj, spisateljica, dugogodišnja članica Hrvatskoga pedagoško-književnog zbora, hrv. domoljub i pravašica[14]
- Stjepan Radić (klavirist), klavirist, profesor, političar, unuk Stjepana Radića i Marije Radić (Čehinje rođenjem, rodnog imena Marie Dvořáková)
- Josip Salač, pomoćni biskup zagrebački
- Mirela Holy,  političarka[15]
- Jasenko Houra, pjevač[16]
- Jaroslav Šidak, povjesničar
- Duh, biskup, prvi zagrebački biskup
- Branko Bubenik, dr.sc.informacijskih znanosti, sveučilišni profesor, AV arhivist, tv i filmski snimatelj, rukovoditelj INDOK-a Hrvatske radiotelevizije
- Arnošt Grund, kazališni i filmski glumac i redatelj, filmski scenarist, pionir filma u Hrvatskoj, pjevač, entomolog i filatelist
- Božidar Grubišić, novinar, urednik[17]
- Antun Šimčik,  hrvatski filolog, arhivist, knjižničar, leksikograf, jezikoslovac, slavističar, kroatist, latinist, romanist, prevoditelj, etnograf, novinar i književnik
- Toni Hnojčik, hrvatski novinarski i umjetnički fotograf i fotoizvjestitelj
- Milutin Cihlar Nehajev, hrvatski književnik
- Sanja Doležal, hrvatska pjevačica i televizijska voditeljica
- Kamilo Dočkal, svećenik, kanonik i povjesničar
- Dragutin Laksar, političar i šumarski stručnjak

## Vanjske poveznice
- Savez Čeha u Republici Hrvatskoj  Arhivirana inačica izvorne stranice od 9. travnja 2009. (Wayback Machine)
- Vijeće češke nacionalne manjine Zagreba i Češka beseda Zagreb
- Češka beseda Rijeka  Arhivirana inačica izvorne stranice od 31. svibnja 2013. (Wayback Machine)